# Petr Korda
Petr Korda (Praga, 23 gennaio 1968) è un allenatore di tennis ed ex tennista ceco, fino al 1992 cecoslovacco.
Ha vinto due prove del Grande Slam, in singolare nell'Australian Open 1998 e in doppio nell'Australian Open 1996 in coppia con Stefan Edberg. Vanta inoltre altri nove titoli del circuito maggiore in singolare e nove in doppio. A febbraio del 1998 ha raggiunto la 2ª posizione nel ranking ATP.

## Biografia
Il padre Petr lo ha allenato fino a quando ha avuto didicotto anni; la madre Jana era un'impiegata in banca. Da bambino ha fatto da raccattapalle durante una sfida di Coppa Davis della Cecoslovacchia ai tempi in cui giocava Ivan Lendl. Ha sposato la collega e connazionale Regina Rajchrtová, con la quale si è trasferito a Bradenton, in Florida; sono i genitori delle golfiste Jessica Korda e Nelly Korda, nonché di Sebastian Korda, divenuto anch'egli tennista, che ha la cittadinanza statunitense ed è allenato dal padre.

## Carriera

### Juniores
A soli sedici anni si laurea campione cecoslovacco juniores nel 1984. In seguito vince il campionato mondiale in doppio in coppia con Cyril Suk. Finisce il 1985 al 9º posto del ranking mondiale juniores. Nel 1986 vince in coppia con Tomás Carbonell il titolo in doppio juniores al torneo di Wimbledon e finisce 10º nel ranking mondiale di categoria.

### 1985-1987, inizi da professionista, 1 titolo Challenger e top 100
Fa il suo esordio tra i professionisti nell'ottobre 1985 direttamente nel circuito maggiore dell'ATP a Colonia, perdendo al primo turno da Lawson Duncan. Inizia a giocare in pianta stabile tra i professionisti nel 1987 e in aprile raggiunge con Cyril Suk la semifinale in doppio al Challenger di Graz. Il mese successivo fa il suo debutto al Roland Garros con la sconfitta subita al primo turno del torneo di doppio. In agosto raggiunge con Suk la semifinale in doppio a Kitzbühel. Qualche giorno dopo vince il suo primo incontro da professionista in singolare all'ATP di Praga sconfiggendo Jordi Arrese in tre set, al secondo turno batte il nº 48 ATP e testa di serie nº 2 Milan Šrejber prima di arrendersi in due set al veterano Guillermo Vilas nei quarti di finale. Con questi risultati fa il suo ingresso tra i top 300 del Ranking ATP. Il 13 settembre alza il suo primo trofeo da professionista superando in tre set Aleksandr Michajlovič Zverev nella finale del Budapest Challenger. Disputa la sua prima finale in doppio del circuito ATP in novembre a Palermo, perdendo con Tomáš Šmíd da Leonardo Lavalle / Claudio Panatta. A fine stagione è impegnato in singolare nei tornei del circuito Challenger, e grazie alla semifinale raggiunta in novembre a Valkenswaard entra nella top 100.

### 1988, primi titoli ATP in doppio
Nel febbraio 1988 debutta nella squadra cecoslovacca di Coppa Davis imponendosi in entrambi i singolari nella sfida vinta 5-0 a Praga contro il Paraguay. In maggio viene eliminato al terzo turno a Monaco di Baviera dopo che nel secondo aveva sconfitto in tre set il nº 18 ATP Joakim Nyström. Debutta quindi nel torneo in singolare del Roland Garros sconfiggendo Lawson Duncan e al secondo turno viene eliminato da Boris Becker. In giugno fa il suo esordio anche a Wimbledon e si spinge fino al terzo turno. Il 10 luglio vince il suo primo titolo ATP in doppio a Gstaad, in coppia con Milan Šrejber batte in finale Andrés Gómez / Emilio Sánchez 7-6, 7-6. Si ripete il mese dopo vincendo il torneo di doppio a Praga, questa volta in coppia con Jaroslav Navrátil. Le cose vanno meno bene in singolare, una serie quasi ininterrotta di sconfitte lo trascina in dicembre al 199º posto del ranking.

### 1989, 1 titolo ATP in doppio e nº 58 nel ranking in singolare
Anche nella prima parte del 1989 si distingue in doppio, con le vittorie nel Challenger di Graz e nell'ATP di Stoccarda e con le finali a Gstaad, Kitzbühel e Praga, mentre in singolare sprofonda al 282º posto del ranking in luglio. Risale la china e in ottobre rientra nella top 100 con la semifinale a Vienna, dopo aver battuto nei quarti il nº 11 del mondo Jay Berger. La settimana successiva disputa la sua prima finale ATP in singolare a Francoforte, perde dopo due tiebreak contro Kevin Curren e raggiunge il 58º posto del ranking.

### 1990, vittoria a Monte Carlo, finale al Roland Garros e top 10 in doppio
A gennaio del 1990 fa il suo esordio all'Australian Open e non supera il secondo turno. In febbraio raggiunge i quarti al Toronto Indoor e le semifinali a Filadelfia, dove nei quarti sconfigge per la prima volta un top 10, il nº 10 ATP Jay Berger. La sequenza di risultati lo proietta nella top 30 e gli permette di tornare a giocare in singolare in Davis dopo oltre due anni, nella sfida di Praga contro gli Stati Uniti vince il primo singolare concedendo solo otto giochi al nº 5 del mondo Brad Gilbert, viene quindi sconfitto in doppio e nel secondo singolare e la Cecoslovacchia viene eliminata perdendo 4-1. Gli altri risultati di rilievo in singolare nel corso della stagione sono le semifinali a Monaco di Baviera (che gli valgono il nuovo best ranking in 23ª posizione) e a Mosca, mentre negli Slam non va oltre il secondo turno. In aprile vince con Tomas Smid il torneo di doppio al prestigioso Monte Carlo Open, battendo in finale Andrés Gómez / Javier Sánchez per 6–2, 6–1. La settimana dopo la coppia cecoslovacca arriva in finale anche a Monaco di Baviera. In giugno raggiunge in doppio la prima finale in una prova dello Slam al Roland Garros, che perde in coppia con Goran Ivanišević contro Sergio Casal / Emilio Sánchez con il punteggio di 7–5, 6–3. Il risultato lo porta al 10º posto nel ranking di doppio. In agosto arriva in finale con Ivanišević anche a New Haven.

### 1991, primi titoli ATP in e top 10 in singolare
Inizia il 1991 senza ottenere grandi risultati, raggiungendo i quarti in singolare solo a Filadelfia in febbraio e la prima finale stagionale a Tampa in aprile. Ne risentono le classifiche, in singolare retrocede all'87º posto in maggio e in doppio all'88º in agosto. Deve aspettare luglio per disputare un'altra finale a Washington, che perde contro il nº 6 del mondo Andre Agassi. Si prende la rivincita la settimana dopo eliminando Agassi al secondo turno dell'ATP Super 9 di Montréal, in semifinale sconfigge il nº 5 ATP Jim Courier prima di arrendersi in finale ad Andrej Česnokov. La forma ritrovata gli consente in agosto di vincere a New Haven il primo torneo ATP in carriera in singolare, non perde alcun set e in finale sconfigge Goran Ivanišević con il punteggio di 6–4, 6–2. A New Heaven vince anche il torneo di doppio, in coppia con Wally Masur. Due mesi dopo gli riesce la doppietta anche a Berlino, in singolare batte in finale Arnaud Boetsch per 6-3, 6-4 e in doppio, assieme a Karel Nováček, ha la meglio su Jan Siemerink / Daniel Vacek per 3-6, 7-5, 7-5. In novembre entra per la prima volta nella top 10 in singolare grazie ai quarti di finale raggiunti negli ATP Super 9 di Stoccolma, dove al terzo turno supera il nº 5 del mondo Ivan Lendl, e di Parigi-Bercy.

### 1992, finale al Roland Garros e nº 5 in singolare
Anche il 1992 inizia con pochi risultati rilevanti, disputa la prima semifinale in febbraio a Stoccarda. Nella sfida di Coppa Davis a fine Marzo a Fort Myers contro gli USA, perde seccamente il primo singolare contro Agassi e il giorno dopo vince il doppio; riporta in parità le due squadre sconfiggendo nel secondo singolare il nº 4 del mondo Pete Sampras ma gli americani si impongono per 3-2. In aprile perde la finale di Monaco di Baviera contro Magnus Larsson e torna in finale in doppio al Monte Carlo Open, senza riuscire a ripetere il trionfo del 1990. In maggio arriva per la prima volta in semifinale agli Internazionali d'Italia battendo di nuovo Sampras nei quarti. Spinge la Cecoslovacchia in finale della World Team Cup con le vittorie su Michael Stich, Pete Sampras e Alexander Volkov, ma il trofeo viene vinto dalla Spagna, grazie anche alla sconfitta patita da Korda contro Emilio Sánchez. Al Roland Garros ottiene il risultato più significativo di inizio carriera arrivando in finale, aiutato dal sorteggio che non gli pone di fronte alcun top 30; nella sfida per il titolo raccoglie solo otto giochi contro il numero 1 del mondo Jim Courier. A fine torneo ritocca il best ranking piazzandosi in 5ª posizione.
Dopo il forfait dato prima della finale del doppio a Gstaad, alla quale era arrivato con Suk, in luglio vince a Washington il suo terzo titolo in singolare battendo in finale Henrik Holm 6–4, 6–4. Continua la trasferta americana uscendo ai quarti negli ATP Super 9 di Toronto e Cincinnati e a New Haven prima di vincere il titolo a Long Island; non perde alcun set in tutto il torneo, in semifinale supera Edberg con un doppio 7-5 e in finale lascia solo quattro giochi a Lendl. Agli US Open il sorteggio gli mette di fronte al primo turno Emilio Sanchez, che lo batte in 4 set. Ritorna in Europa e raggiunge tre finali consecutive a Basilea, Tolosa e Vienna; vince solo quest'ultima, battendo in finale Gianluca Pozzi 6–3, 6–2, 5–7, 6–1. Grazie alla sesta posizione nel ranking, partecipa per la prima volta all'ATP Tour World Championships di fine stagione e viene eliminato nel round robin con le tre sconfitte subite da Edberg, Becker e Sampras. Viene eliminato ai quarti di finale nella Grand Slam Cup e chiude il 1992 alla 7ª posizione del ranking.

### 1993, titoli in doppio a Monte Carlo e Cincinnati e Grand Slam Cup in singolare
Apre il 1993 raggiungendo per la prima volta i quarti all'Australian Open e viene eliminato da Courier, che gli lascia solo 5 giochi. Ottiene buoni risultati anche nei tornei successivi, come le semifinali a Milano e nell'ATP Super 9 di Key Biscayne, dove piega con due tiebreak Edberg e viene battuto al terzo set da Sampras. Con lo stesso Edberg raggiunge i quarti in doppio a Key Biscayne e in aprile la coppia ceco-svedese conquista il titolo a Monte Carlo, dove Korda aveva già vinto in doppio nel 1990. Con la dissoluzione della Cecoslovacchia in quell'anno Korda rappresenta nei tornei a squadre la neonata Repubblica Ceca; le sue tre vittorie su tre incontri in singolare nella World Team Cup in maggio non sono sufficienti ai cechi per superare il round robin. Al Roland Garros si ferma al secondo turno in singolare ma nel torneo di doppio, sempre con Edberg, arriva a disputare la semifinale e perde contro i fratelli Luke e Murphy Jensen, che vinceranno il titolo. A giugno prepara Wimbledon sull'erba di Halle; in singolare viene eliminato in semifinale da Henri Leconte mentre vince il torneo di doppio in coppia con Cyril Suk. Si spinge quindi per la prima volta al quarto turno dello Slam londinese e viene sconfitto in tre set da Michael Stich. Il 16 luglio torna a giocare ad Halle per i quarti di finale di Davis contro la Germania, perde il primo singolare contro Marc-Kevin Goellner e il giorno dopo perde anche in doppio; la sua vittoria nel secondo singolare arriva quando la Germania conduce per 3-0 ed è già qualificata per le semifinali.
Nella trasferta americana si mette in luce soprattutto a Montréal, dove esce in semifinale in singolare, a Cincinnati, con il titolo vinto in doppio in un'inedita coppia con Agassi, e arrivando in finale a New Haven, nella quale viene sconfitto da Andrij Medvedjev. Dopo l'uscita al primo turno degli US Open, perde la finale del Sydney indoor contro Jaime Yzaga. Altri importanti risultati di fine stagione sono la semifinale a Vienna, i quarti all'ATP Super 9 di Stoccolma e soprattutto il trionfo alla Grand Slam Cup, dove nel giro di 24 ore batte in cinque set Pete Sampras in semifinale e Michael Stich in finale, giocando in totale dieci ore.

### 1994, tre finali Atp e problemi inguinali
Disputa il primo torneo stagionale a Sydney ed esce in semifinale per mano di Sampras, mentre all'Australian Open viene eliminato al primo turno. In febbraio raggiunge la prima finale della stagione a Milano dopo avere superato il nº 7 ATP Goran Ivanišević e il nº 4 Sergi Bruguera; il titolo lo vince Boris Becker che lo sconfigge in 3 set. Arriva in finale anche nel primo ATP Super 9 della stagione, a Indian Wells, eliminando tra gli altri Todd Martin e Carlos Costa; nell'incontro valido per il titolo ingaggia una battaglia con il nº 1 mondiale Sampras, che si impone 6-2 al quinto set. È ancora Sampras a sbarrargli la strada nei quarti a Miami, concedendogli solo 6 giochi. In aprile disputa la terza finale stagionale a Monaco di Baviera e cede in tre set a Michael Stich; perde la finale anche nel torneo di doppio, in coppia con Becker. Le sue vittorie in World Team Cup su Wally Masur e Edberg non sono sufficienti alla Rep. Ceca per superare il round robin. Dopo le premature eliminazioni al Roland Garros e a Wimbledon, in luglio vince due dei tre match disputati nel quarto di finale di Davis contro la Russia, che passa in semifinale vincendo la sfida per 3-2. La seconda parte della stagione è caratterizzata da dolori inguinali che limitano il suo rendimento. Nella trasferta americana che comincia a fine luglio vince solo due dei cinque incontri disputati; non prende parte agli US Open e resta fuori dal circuito per sette settimane. Rientra a ottobre e prima della fine dell'anno raggiunge tre volte i quarti di finale, in particolare all'ATP Super 9 di Parigi-Bercy, dove supera Edberg e Kafelnikov prima di essere eliminato da Bruguera.

### 1995, discesa nel ranking e operazione all'inguine
All'inizio del 1995 raggiunge le semifinali in doppio a Sydney con Karel Nováček ma soprattutto all'Australian Open con Patrick McEnroe. Nella prima parte della stagione, i migliori risultati in singolare arrivano in febbraio con le semifinali a Dubai e nell'ATP Championship Series di Milano, nel quale arriva in finale in doppio con Novacek, mentre perde quasi tutti gli incontri nella trasferta statunitense e nella stagione sulla terra battuta. La crisi di risultati lo spinge a fine maggio al 60º posto del ranking, il più basso dal luglio 1991. Torna ad avere un discreto rendimento in giugno sull'erba londinese, superando due turni al Queen's e arrivando negli ottavi a Wimbledon, dove sconfigge tra gli altri il nº 5 ATP Michael Chang. Apre la trasferta americana di fine estate raggiungendo la finale in doppio a Washington con Cyril Suk, mentre in singolare non ottiene inizialmente grandi risultati. Si riscatta agli US Open spingendosi fino ai quarti, viene eliminato in quattro set dal nº 1 del mondo Agassi, che perderà la finale contro Sampras. Dopo alcuni discreti risultati al rientro in Europa, in ottobre si sottopone a un intervento chirurgico per la rimozione dell'ernia inguinale che lo disturbava dalla stagione precedente. Rientra a dicembre per disputare la Grand Slam Cup e si ritrova al 41º posto del ranking, dopo essere stato 26º alla fine degli US Open.

### 1996-2000
Tra i titoli di fine carriera nel suo palmarès si contano anche la vittoria nel doppio all'Australian Open 1996 in coppia con Stefan Edberg, il Masters Series di Stoccarda vinto nel 1997 e soprattutto il trionfo degli Australian Open 1998, con la vittoria in finale su Marcelo Ríos per 6-2, 6-2, 6-2.
La sua carriera viene macchiata dalla squalifica di un anno inflittagli nel 1998 per essere risultato positivo a un controllo antidoping nel torneo di Wimbledon, episodio che di fatto sarà determinante per il suo addio al tennis avvenuto due anni dopo.
Giocatore fra i più talentuosi della propria generazione, con un'ottima capacità di variare il proprio gioco, Korda ha però incarnato con il tempo lo stereotipo del giocatore incapace di raccogliere quanto il proprio talento gli avrebbe potuto concedere.

## Finali del Grande Slam

### Vinte (1)
| Anno | Torneo          | Avversario in finale | Punteggio     |
| 1998 | Australian Open | Marcelo Ríos         | 6-2, 6-2, 6-2 |

### Perse (1)
| Anno | Torneo          | Avversario in finale | Punteggio     |
| 1992 | Open di Francia | Jim Courier          | 5-7, 2-6, 1-6 |

## Titoli

### Singolare (10)
| Legenda                                                     |
| Grande Slam (1)                                             |
| Tennis Masters Cup / Grand Slam Cup (1)                     |
| ATP Super 9 / ATP Masters Series (1)                        |
| ATP Championship Series / ATP International Series Gold (2) |
| ATP World Series / ATP International Series (5)             |

| Legenda superfici |
| Cemento (6)       |
| Terra (0)         |
| Erba (0)          |
| Indoor (4)        |

| Nº  | Data             | Torneo                                 | Superficie | Avversario della finale | Risultato                |
| --- | ---------------- | -------------------------------------- | ---------- | ----------------------- | ------------------------ |
| 1.  | 19 agosto 1991   | ATP Volvo International, New Haven     | Cemento    | Goran Ivanišević        | 6–4, 6–2                 |
| 2.  | 14 ottobre 1991  | European Indoor Championships, Berlino | Indoor     | Arnaud Boetsch          | 6–3, 6–4                 |
| 3.  | 20 luglio 1992   | Washington Open, Washington            | Cemento    | Henrik Holm             | 6–4, 6–4                 |
| 4.  | 31 agosto 1992   | Waldbaum's Hamlet Cup, Long Island     | Cemento    | Ivan Lendl              | 6–2, 6–2                 |
| 5.  | 26 ottobre 1992  | Vienna Open, Vienna                    | Indoor     | Gianluca Pozzi          | 6–3, 6–2, 5–7, 6–1       |
| 6.  | 13 dicembre 1993 | Grand Slam Cup, Monaco di Baviera      | Indoor     | Michael Stich           | 2–6, 6–4, 7–6, 2–6, 11-9 |
| 7.  | 8 gennaio 1996   | Qatar Open ATP, Doha (1)               | Cemento    | Younes El Aynaoui       | 7–6, 2–6, 7–6            |
| 8.  | 27 ottobre 1997  | Stuttgart Masters, Stoccarda           | Indoor     | Richard Krajicek        | 7–6, 6–2, 6–4            |
| 9.  | 12 gennaio 1998  | Qatar Open ATP, Doha (2)               | Cemento    | Fabrice Santoro         | 6–0, 6–3                 |
| 10. | 2 febbraio 1998  | Australian Open, Melbourne             | Cemento    | Marcelo Ríos            | 6–2, 6–2, 6–2            |

### Sconfitte in finale nel singolare (17)
| Legenda                                                     |
| Grande Slam (1)                                             |
| Tennis Masters Cup / Grand Slam Cup (0)                     |
| ATP Super 9 / Masters Series (2)                            |
| ATP Championship Series / ATP International Series Gold (5) |
| ATP World Series / ATP International Series (9)             |

| Nº  | Data             | Torneo                                           | Superficie  | Avversario della finale | Risultato               |
| --- | ---------------- | ------------------------------------------------ | ----------- | ----------------------- | ----------------------- |
| 1.  | 30 ottobre 1989  | Frankfurt Grand Prix, Francoforte                | Indoor      | Kevin Curren            | 6–2, 7–5                |
| 2.  | 6 maggio 1991    | Tampa Open, Tampa                                | Terra rossa | Richey Reneberg         | 4–6, 6–4, 6–2           |
| 3.  | 22 luglio 1991   | Washington Open, Washington (1)                  | Cemento     | Andre Agassi            | 6–3, 6–4                |
| 4.  | 29 luglio 1991   | Canadian Open, Montréal                          | Cemento     | Andrej Česnokov         | 3–6, 6–4, 6–3           |
| 5.  | 4 maggio 1992    | Internazionali di Baviera, Monaco di Baviera (1) | Terra rossa | Magnus Larsson          | 6–4, 4–6, 6–1           |
| 6.  | 8 giugno 1992    | Roland Garros                                    | Terra rossa | Jim Courier             | 7–5, 6–2, 6–1           |
| 7.  | 5 ottobre 1992   | Swiss Indoors, Basilea                           | Cemento     | Boris Becker            | 3–6, 6–3, 6–2, 6–4      |
| 8.  | 12 ottobre 1992  | Grand Prix de Tennis de Toulouse, Tolosa         | Cemento     | Guy Forget              | 6–3, 6–2                |
| 9.  | 23 agosto 1993   | ATP Volvo International, New Haven               | Cemento     | Andrij Medvedjev        | 7–5, 6–4                |
| 10. | 11 ottobre 1993  | Australian Indoor Championships, Sydney          | Cemento     | Jaime Yzaga             | 6–4, 4–6, 7–6, 7–6      |
| 11. | 14 febbraio 1994 | Milan Indoor, Milano                             | Indoor      | Boris Becker            | 6–2, 3–6, 6–3           |
| 12. | 7 marzo 1994     | Indian Wells Masters, Indian Wells               | Cemento     | Pete Sampras            | 4–6, 6–3, 3–6, 6–3, 6–2 |
| 13. | 2 maggio 1994    | Internazionali di Baviera, Monaco di Baviera (2) | Terra rossa | Michael Stich           | 6–2, 2–6, 6–3           |
| 14. | 22 luglio 1996   | Ostrava Open, Ostrava                            | Indoor      | David Prinosil          | 6–1, 6–2                |
| 15. | 16 giugno 1997   | Halle Open, Halle                                | Erba        | Evgenij Kafel'nikov     | 7–6, 6–7, 7–6           |
| 16. | 21 luglio 1997   | Washington Open, Washington (2)                  | Cemento     | Michael Chang           | 5–7, 6–2, 6–1           |
| 17. | 10 novembre 1997 | Kremlin Cup, Mosca                               | Indoor      | Evgenij Kafel'nikov     | 7–6, 6–4                |

### Doppio (10)
- 1988: Gstaad (con Milan Šrejber)
- 1988: Praga (con Jaroslav Navrátil)
- 1989: Stoccarda (con Tomáš Šmíd)
- 1990: Montecarlo (con Tomáš Šmíd)
- 1991: New Haven (con Wally Masur)
- 1991: Berlino (con Karel Nováček)
- 1993: Cincinnati (con Andre Agassi)
- 1993: Montecarlo (con Stefan Edberg)
- 1993: Halle (con Cyril Suk)
- 1996: Australian Open (con Stefan Edberg)

### Sconfitte in finale nel doppio (14)
- 1987: Palermo (con Tomáš Šmíd)
- 1989: Gstaad (con Milan Šrejber)
- 1989: Kitzbuhel (con Tomáš Šmíd)
- 1989: Praga (con Gene Mayer)
- 1990: Monaco (con Tomáš Šmíd)
- 1990: Roland Garros (con Goran Ivanišević)
- 1990: New Haven (con Goran Ivanišević)
- 1991: Basilea (con John McEnroe)
- 1992: Monte Carlo (con Karel Nováček)
- 1992: Gstaad (con Cyril Suk)
- 1994: Monaco (con Boris Becker)
- 1995: Milano (con Karel Nováček)
- 1995: Washington (con Cyril Suk)
- 1996: Indianapolis (con Cyril Suk)

## Risultati nei tornei del Grande Slam

### Singolare
| Torneo          | 1987 | 1988 | 1989 | 1990 | 1991 | 1992 | 1993 | 1994 | 1995 | 1996 | 1997 | 1998 | 1999 | 2000 |
| --------------- | ---- | ---- | ---- | ---- | ---- | ---- | ---- | ---- | ---- | ---- | ---- | ---- | ---- | ---- |
| Australian Open | A    | A    | A    | 2T   | 2T   | 1T   | QF   | 1T   | 3T   | 1T   | 1T   | V    | 3T   | A    |
| Roland Garros   | A    | 2T   | A    | 2T   | 2T   | F    | 2T   | 1T   | 1T   | 3T   | 4T   | 1T   | 2T   | A    |
| Wimbledon       | A    | 3T   | A    | 1T   | 1T   | 2T   | 4T   | 2T   | 4T   | A    | 4T   | QF   | A    | A    |
| US Open         | A    | 1T   | A    | 2T   | 1T   | 1T   | 1T   | A    | QF   | 3T   | QF   | 1T   | A    | A    |